# مونتراکول
مونتراکول (به فرانسوی: Montracol) یک کمون در فرانسه است که در Canton of Péronnas واقع شده‌است.

## خصوصیات
مونتراکول ۱۴٫۵۶ کیلومترمربع مساحت و ۹۲۵ نفر جمعیت دارد.